# (3549) Hapke
(3549) Hapke es un asteroide perteneciente al cinturón de asteroides, descubierto el 30 de diciembre de 1981 por Edward Bowell desde la Estación Anderson Mesa (condado de Coconino, cerca de Flagstaff, Arizona, Estados Unidos).

## Designación y nombre
Designado provisionalmente como 1981 YH. Fue nombrado Hapke en honor al científico experto en ciencias planetarias Bruce Hapke.